# ديفيد ماكناب
ديفيد ماكناب (بالإنجليزية: David McNab)‏ هو لاعب هوكي الجليد أمريكي، ولد في 1958.

## وصلات خارجية
- ديفيد ماكناب على موقع EliteProspects.com (الإنجليزية)
- ديفيد ماكناب على موقع HockeyDB.com (الإنجليزية)